# 신봉중학교
신봉중학교(新鳳中學校)는 대한민국 경기도 용인시 수지구 신봉동에 있는 공립 중학교이다.

## 학교 연혁
- 2012년 1월 2일 : 신봉중학교 24학급 설립 인가
- 2012년 3월 1일 : 신봉중학교 4학급 개교
- 2012년 3월 1일 : 초대 성백석 교장 취임
- 2012년 3월 2일 : 입학식(2학급 59명 입학)
- 2013년 2월 9일 : 제1회 졸업식(1학급 19명)
- 2022년 3월 1일 : 재5대 이진한 교장 취임
- 2024년 1월 5일 : 제12회 졸업식(5학급 158명) (총 1,064명 졸업)
- 2024년 3월 4일 : 입학식(7학급 224명 입학)

## 참고 자료
- 신봉중학교 - 한국교육학술정보원 학교알리미